# Ágnes Hranitzky
Ágnes Hranitzky (Derecske, 4 luglio 1945) è una montatrice e regista ungherese.

## Carriera
Hranitzky ha iniziato a lavorare negli anni '70 come montatrice, principalmente nel panorama cinematografico ungherese. Ha iniziato a collaborare con il regista Béla Tarr nel 1981, montando il film L'outsider (Szabadgyalog). Da allora ha montato tutti i film di Tarr.
Nel 2000, con il film Le armonie di Werckmeister (Werckmeister harmóniák), Hranitzky iniziò ad essere accreditata come co-regista dei film di Tarr: quest'ultimo è noto per operare con lunghe riprese, la cui durata ha costretto Hranitzky ad essere sempre presente sul set durante la produzione; la consapevolezza riguardo al successivo sviluppo del lavoro in sala di montaggio e la comprensione di quali scene fossero più adatte da associare hanno reso indiscutibili i meriti di Hranitzky.
Ha codiretto L'uomo di Londra (A londoni férfi) nel 2007, di nuovo con Tarr. Il film è stato presentato in concorso al Festival di Cannes 2007. 
Nel 2011 ha nuovamente codiretto Il cavallo di Torino (A torinói ló), presentato in anteprima al 61º Festival Internazionale del Cinema di Berlino, dove ha ricevuto il Gran Premio della Giuria.

## Vita privata
Hranitzky è sposata con il regista Béla Tarr; stanno insieme da quando si sono conosciuti nel 1978.

## Filmografia

### Regia

#### Lungometraggi
- Le armonie di Werckmeister (Werckmeister harmóniák) (2000)
- L'uomo di Londra (A londoni férfi) (2007)
- Il cavallo di Torino (A torinói ló) (2011)

### Montaggio
- L'outsider (Szabadgyalog) (1982)

## Riconoscimenti
- 2011 – Orso d'argento, gran premio della giuria al Festival internazionale del cinema di Berlino per A Torinói ló (Il cavallo di Torino)